# Girl
«Girl» es una canción de la banda británica The Beatles escrita principalmente por John Lennon y acreditada a Lennon/McCartney. Fue lanzada en 1965 en el álbum Rubber Soul, y fue también la última canción completa que se grabó para el mismo.

## Historia
La letra de la canción describe a una chica que el cantante ama, pero con dudas: She's the kind of girl who puts you down / When friends are there, you feel a fool («Es el tipo de chica que te menosprecia / delante de los amigos, y te hace sentir un idiota»).
John Lennon ha llegado afirmar que "Trata de la chica de un sueño. Cuando Paul y yo escribíamos las letras en los viejos tiempos, nos reíamos de ello, como lo hacía la gente de Tin Pan Alley. Fue más adelante cuando intentamos adaptar las letras a las melodías. Me gusta esta canción. Fue una de mis mejores."
Mientras John Lennon canta, pueden escucharse las voces de Paul McCartney y George Harrison repetir la sílaba "tit" ("teta" en ingles), como si fuera una broma.
Paul McCartney: "Escucha la respiración de John en 'Girl.' Le pedimos al ingeniero de sonido que la pusiera en los agudos, y ahí está esa enorme aspiración de aire que parece un instrumento de percusión."
Según Paul, él escribió las líneas "Was she told when she was young that pain would lead to pleasure" y "That a man must break his back to earn his day of leisure." Pero en una entrevista en 1970, John Lennon lo negó.
Lennon dijo en una entrevista que la canción Woman era Girl pero una versión madura. [cita requerida]

## Créditos
- John Lennon - voz principal, guitarra acústica (Gibson J-160e con transporte en el 8.º casillero).
- Paul McCartney - coros, bajo (Rickenbacker 4001s).
- George Harrison - coros, guitarra acústica (Framus Hootenanny 12 strings con transporte en el 3.º casillero), bouzouki.
- Ringo Starr - batería (Ludwig Super Classic).

## Versiones
- Fue interpretada por el grupo mexicano Los Xochimilcas en su disco «Los psicodélicos Xochimilcas» del año 1968.